# Beto (ur. 1987)
Beto, właśc. Alberto Antônio de Paula (ur. 31 maja 1987 w Guarulhos) – brazylijski piłkarz występujący na pozycji napastnika w Nanchang Bayi. Jest wychowankiem brazylijskiego klubu SE Palmeiras, z którego w 2009 roku przeszedł do Wisły Kraków. Z Wisłą zdobył w sezonie 2008/2009 Mistrzostwo Polski. Ma na koncie występy w reprezentacji Brazylii U-18 oraz U-20.

## Kariera klubowa

### Początki kariery
Beto jest wychowankiem brazylijskiego klubu SE Palmeiras, do którego trafił w 2002 roku. W 2004 roku podpisał profesjonalny kontrakt z Palmeiras, do 31 grudnia 2008 roku. W 2005 roku występował w młodzieżowej drużynie Palmeiras. Strzelił osiem bramek w rozgrywkach stanowych U-20 Campeonato Paulista Sub-20 oraz został najlepszym strzelcem zespołu w rozgrywkach Copa Cultura de Juniores z dziewięcioma golami na koncie. Przez organizację Associação Paulista de Futebol, Beto został wybrany najlepszym młodym zawodnikiem 2005 roku.

### Palmeiras i wypożyczenia
W 2006 roku zdobył 2 bramki w Copa São Paulo de Juniores po czym został włączony do zespołu SE Palmeiras B. Zdobył 13 bramek w 15 meczach w rozgrywkach stanowych Série A2 Campeonato Paulista. Dołożył do tego 5 trafień w pucharze São Paulo Copa Federacao Paulista de Futebol. W sumie, w 2006 roku Beto w drużynie Palmeiras B rozegrał 22 mecze, strzelając w nich 18 bramek. Nie przebił się jednak do pierwszej drużyny Palmeiras i 5 września został wypożyczony do grającego w Campeonato Brasileiro Série B klubu Ituano. Wystąpił tam w pięciu spotkaniach w Série B, nie strzelił żadnej bramki.
18 stycznia 2007 roku Beto zadebiutował w pierwszej drużynie SE Palmeiras, w meczu Série A1 Campeonato Paulista z Paulistą. Dwa dni później zagrał w spotkaniu drugiej kolejki najwyższej ligi stanu São Paulo, z Rio Branco. W lutym został wypożyczony do zespołu CA Juventus. Wystąpił tam w trzech meczach, w rozgrywkach Série A1 Campeonato Paulista. Natomiast na czas trwania rozgrywek krajowych Beto został wypożyczony do grającego w Campeonato Brasileiro Série B klubu Ponte Preta. W 10 meczach w Série B nie strzelił żadnej bramki.
W 2008 roku został wypożyczony na czas trwania rozgrywek stanowych do zespołu Ituano. Wystąpił tam w trzech meczach w rozgrywkach Série A1 Campeonato Paulista, nie zdobył żadnej bramki. W lutym jego wypożyczenie do Ituano zostało przedwcześnie zerwane i został wypożyczony do klubu América SP. Wystąpił tam w czterech meczach w rozgrywkach Série A2 Campeonato Paulista, zdobył jedną bramkę. Po miesiącu występów jego wypożyczenie również zostało przedwcześnie zerwane i wrócił 14 marca do zespołu SE Palmeiras B. Tam w rozgrywkach Série A3 Campeonato Paulista wystąpił sześć razy strzelając trzy bramki. Na czas trwania rozgrywek krajowych został wypożyczony do grającego w Campeonato Brasileiro Série B klubu Bragantino. W Série B wystąpił w czterech meczach, strzelając jedną bramkę. Grał jeszcze w pucharze stanowym Copa Paulista, gdzie w pięciu meczach zdobył bramkę oraz zaliczył asystę.

### Wisła Kraków
W styczniu 2009 roku Beto przeszedł do Wisły Kraków na zasadzie wolnego transferu. W międzyczasie działacze SE Palmeiras przesłali do Brazylijskiej Federacji Piłkarskiej pre-kontrakt, w którym piłkarz rzekomo przedłużył umowę z Palmeiras o jeden rok. Brazylijska federacja uznała, że Beto w rzeczywistości był wolnym zawodnikiem i Wisła miała pełne prawo zakontraktować tego piłkarza. 22 stycznia dotarł do krakowskiego klubu jego certyfikat i Wisła mogła go zarejestrować jako nowego zawodnika.
27 lutego Beto zadebiutował w Ekstraklasie, w spotkaniu Wisły Kraków z Polonią Bytom. W Ekstraklasie, w sezonie 2008/2009 Beto zagrał w sześciu meczach, nie strzelając żadnej bramki. Wystąpił również w dwóch meczach Pucharu Polski oraz w czterech meczach Młodej Ekstraklasy, w których zdobył dwie bramki. Beto zakończył sezon 2008/2009 zdobyciem Mistrzostwa Polski z Wisłą Kraków. 20 czerwca została podana informacja, że Wisła nie przedłuży z nim kontraktu i Beto odchodzi z krakowskiej drużyny. Dyrektor sportowy Wisły Kraków, Jacek Bednarz powiedział, że zawodnik nie spełnił oczekiwań klubu.

### Bragantino
We wrześniu 2009 roku podpisał kontrakt do 30 sierpnia 2012 roku z klubem Bragantino, do którego był już wcześniej był wypożyczony w sezonie 2008 z SE Palmeiras. 29 września zagrał po raz pierwszy w rozgrywkach brazylijskiej Série B sezonu 2009, w spotkaniu z Portuguesą. 6 października w meczu z Vila Novą asystował przy drugiej bramce dla Bragantino. W meczu następnej kolejki z EC Bahia również zaliczył asystę przy bramce na 3:0. 23 października w meczu z Fortalezą asystował przy trzeciej bramce dla swojego klubu.

## Kariera reprezentacyjna
Beto grał w reprezentacjach Brazylii do lat 18 i do lat 20. W obu reprezentacjach zagrał po 3 mecze. W 2005 roku wystąpił z reprezentacją Brazylii U-18 na turnieju Copa Sendai, gdzie strzelił dwie bramki. Brazylia wygrała cały turniej, a Beto został wraz z kolegami z drużyny Marcelo Moreno i Edmílsonem najlepszym strzelcem tego turnieju. W maju 2006 roku Beto wystąpił w trzech meczach reprezentacji Brazylii U-20 z reprezentacją Kanady.

## Statystyki
(stan na 28 października 2009)
| Klub               | Sezon       | Liga        | Liga  | Liga   | Liga stanowa | Liga stanowa | Puchary krajowe | Puchary krajowe | Puchar stanowy | Puchar stanowy | Puchary kontynentalne | Puchary kontynentalne | Suma  | Suma   |
| Klub               | Sezon       | Liga        | Mecze | Bramki | Mecze        | Bramki       | Mecze           | Bramki          | Mecze          | Bramki         | Mecze                 | Bramki                | Mecze | Bramki |
| ------------------ | ----------- | ----------- | ----- | ------ | ------------ | ------------ | --------------- | --------------- | -------------- | -------------- | --------------------- | --------------------- | ----- | ------ |
| SE Palmeiras B     | 2006        | Série A2    | –     | –      | 15           | 13           | –               | –               | 7              | 5              | –                     | –                     | 22    | 18     |
| Ituano (wyp.)      | 2006        | Série B     | 5     | 0      | –            | –            | –               | –               | –              | –              | –                     | –                     | 5     | 0      |
| SE Palmeiras       | 2007        | Série A1    | –     | –      | 2            | 0            | –               | –               | –              | –              | –                     | –                     | 2     | 0      |
| CA Juventus (wyp.) | 2007        | Série A1    | –     | –      | 3            | 0            | –               | –               | –              | –              | –                     | –                     | 3     | 0      |
| Ponte Preta (wyp.) | 2007        | Série B     | 10    | 0      | –            | –            | –               | –               | –              | –              | –                     | –                     | 10    | 0      |
| Ituano (wyp.)      | 2008        | Série A1    | –     | –      | 3            | 0            | –               | –               | –              | –              | –                     | –                     | 3     | 0      |
| América (wyp.)     | 2008        | Série A2    | –     | –      | 4            | 1            | –               | –               | –              | –              | –                     | –                     | 4     | 1      |
| SE Palmeiras B     | 2008        | Série A3    | –     | –      | 6            | 3            | –               | –               | –              | –              | –                     | –                     | 6     | 3      |
| Bragantino (wyp.)  | 2008        | Série B     | 4     | 1      | –            | –            | –               | –               | 5              | 1              | –                     | –                     | 9     | 2      |
| Wisła Kraków       | 2008–2009   | Ekstraklasa | 6     | 0      | –            | –            | 2               | 0               | –              | –              | –                     | –                     | 8     | 0      |
| Bragantino         | 2009        | Série B     | 7     | 0      | –            | –            | –               | –               | –              | –              | –                     | –                     | 7     | 0      |
| Suma               | Palmeiras B | Palmeiras B | –     | –      | 21           | 16           | –               | –               | 7              | 5              | –                     | –                     | 28    | 21     |
| Suma               | Ituano      | Ituano      | 5     | 0      | 3            | 0            | –               | –               | –              | –              | –                     | –                     | 8     | 0      |
| Suma               | Bragantino  | Bragantino  | 11    | 1      | –            | –            | –               | –               | 5              | 1              | –                     | –                     | 16    | 2      |

## Osiągnięcia

### Wisła Kraków
- Ekstraklasa: 2008–09

### Reprezentacyjne
- Copa Sendai: 2005

### Indywidualne
- Rewelacja roku według A.P.F.: 2005